# جوان هولمز
جوان هولمز (بالإنجليزية: Joan Holmes)‏ هي عالمة نفس أمريكية، ولدت في 1935 في الولايات المتحدة.